# HD 213240 b
Exoplanète,,,,
HD 213240 b est une exoplanète située à ∼ 134 a.l. (∼ 41,1 pc) du Système solaire, dans la constellation de la Grue. C'est une géante gazeuse en orbite autour de l'étoile binaire HD 213240 (en).
La planète a été découverte en 2001 dans le cadre du programme de recherche de planètes extrasolaires CORALIE. Elle a été décrite dans une publication de 2001 par les astronomes N. C. Santos, M. Mayor, D. Naef, F. Pepe, D. Queloz, S. Udry et M. Burnet de l'Observatoire de Genève, en Suisse. La spectroscopie Doppler a été utilisée. En 2023, l'inclinaison et la masse réelle de HD 213240 b ont été déterminées par astrométrie.

## Référence
- (en) Cet article est partiellement ou en totalité issu de l’article de Wikipédia en anglais intitulé « HD 213240 b » (voir la liste des auteurs).

1. 1 2 3 4  SIMBAD Astronomical Database (catalogue).
2. 1 2  (en) N. C. Santos, M. Mayor, D. Naef, F. Pepe, D. Queloz, S. Udry et M. Burnet, « The CORALIE survey for southern extra-solar planets. VI. New long period giant planets around HD 28185 and HD 213240 », Astronomy and Astrophysics, EDP Sciences, vol. 379, no 3,‎ décembre 2001, p. 999–1004 (ISSN 0004-6361, 0365-0138, 1432-0746 et 1286-4846, OCLC 1518497, DOI 10.1051/0004-6361:20011366).
3. 1 2 3 4 5 6 7  (en) Xiao, Guang-Yao, Liu, Yu-Juan, Teng, Huan-Yu, Wang, Wei, Brandt, Timothy D., Zhao, Gang, Zhao, Fei, Zhai, Meng et Gao, Qi, « The Masses of a Sample of Radial-Velocity Exoplanets with Astrometric Measurements », Research in Astronomy and Astrophysics, IOP Publishing et Elsevier, vol. 23, no 5,‎ mai 2023 (ISSN 1674-4527, 0253-2379, 0275-1062 et 1009-9271, OCLC 430936171, DOI 10.1088/1674-4527/ACCB7E, arXiv 2303.12409).
4. ↑  (en) Keivan G. Stassun, Karen Collins et B. Scott Gaudi, « Accurate Empirical Radii and Masses of Planets and Their Host Stars with Gaia Parallaxes », The Astronomical Journal, New York, IOP Publishing, AAS, University of Chicago Press et AIP, vol. 153, no 3,‎ 3 mars 2017, p. 136 (ISSN 0004-6256 et 1538-3881, OCLC 1518488, DOI 10.3847/1538-3881/AA5DF3, arXiv 1609.04389, lire en ligne).
5. 1 2  L'Encyclopédie des planètes extrasolaires (base de données).
6. ↑  NASA Exoplanet Archive (site web).
7. ↑  Gaia Collaboration, Data Processing and Analysis Consortium, Agence spatiale européenne, Gaia Data Release 2 (catalogue d'étoiles), VizieR, 25 avril 2018.
8. ↑  (en) N. C. Santos, M. Mayor, D. Naef, F. Pepe, D. Queloz, S. Udry et M. Burnet, « The CORALIE survey for southern extra-solar planets. VI. New long period giant planets around HD 28185 and HD 213240 », Astronomy and Astrophysics, EDP Sciences, vol. 379, no 3,‎ décembre 2001, p. 999–1004 (ISSN 0004-6361, 0365-0138, 1432-0746 et 1286-4846, OCLC 1518497, DOI 10.1051/0004-6361:20011366).
9. ↑  L'Encyclopédie des planètes extrasolaires (base de données).
10. ↑  (en-US) « HD 213240 b - NASA Science », 22 avril 2019 (consulté le 9 mai 2025)
11. ↑  (en-US) « CORALIE » [archive du 24 octobre 2022], sur www.eso.org (consulté le 9 mai 2025)
12. ↑  (en) N. C. Santos, M. Mayor, D. Naef et F. Pepe, « The CORALIE survey for southern extra-solar planets VI. New long period giant planets around HD 28185 and HD 213240 », Astronomy and Astrophysics, vol. 379,‎ décembre 2001, p. 999–1004 (ISSN 0004-6361, DOI 10.1051/0004-6361:20011366, lire en ligne, consulté le 9 mai 2025)
13. ↑  (en) Guang-Yao Xiao, Yu-Juan Liu, Huan-Yu Teng et Wei Wang, « The Masses of a Sample of Radial-velocity Exoplanets with Astrometric Measurements », Research in Astronomy and Astrophysics, vol. 23, no 5,‎ mai 2023, p. 055022 (ISSN 1674-4527, DOI 10.1088/1674-4527/accb7e, lire en ligne, consulté le 9 mai 2025)